# Piz Grand
Der Piz Grand ist ein Berg im Schweizer Kanton Graubünden.
Der Gipfel liegt auf einer Höhe von 2457 m ü. M. in der Gemeinde Bregaglia.
Der Berg wurde 1891 und 1897 von Anton von Rydzewski bestiegen.